# Lucilia regalis
Lucilia regalis är en tvåvingeart som först beskrevs av Johann Wilhelm Meigen 1826.  Lucilia regalis ingår i släktet Lucilia och familjen spyflugor. Arten är reproducerande i Sverige. Inga underarter finns listade i Catalogue of Life.